# Коломейцев, Василий Зиновеевич
Василий Зиновеевич Коломейцев (1921—2009) — советский работник сельского хозяйства, Герой Социалистического Труда (1966).

## Биография
Родился 13 января 1921 года в многодетной семье крестьян-середняков села Киселевка (ныне Заветинский район, Ростовская область).
Трудовой путь начал в 14 лет и прошел все ступени чабанской профессии: арбич, третяк, подпасок, чабан и старший чабан.
С 1940 года служил в Красной Армии, участник Великой Отечественной войны. Принимал участие в оборонительных боях под Москвой.
После демобилизации в 1946 году — возвратился в родное село и стал работать в колхозе им. Молотова. C 1957 по 1968 годы — был старшим чабаном овцесовхоза «Заветинский» № 9. В конце 1970-х годов на его чабанской точке была организована областная школа передового опыта и учреждён именной переходящий приз, который вручался передовым молодёжным бригадам.
Находился на пенсии. Умер 9 ноября 2009 года.

## Награды
- Указом Президиума Верховного Совета СССР от 22 марта 1966 года — за успехи, достигнутые в развитии животноводства, увеличении производства и заготовки мяса и шерсти, старшему чабану совхоза «Заветинский» № 9 Василию Коломейцеву было присвоено звание Героя Социалистического Труда с вручением ордена Ленина и золотой медали «Серп и Молот».
- Также награждён орденами Трудового Красного Знамени (1971), Октябрьской Революции (1975), Дружбы народов (1981), Отечественной войны 2-й степени (1985) и медалями «За победу над Германией», «За доблестный труд», серебряной медалью ВДНХ и другими.
- Награждён знаками «Победитель социалистического соревнования» (1975 и 1976), «Фронтовик 1941-1945» (2000).
- Почётный гражданин Заветинского района.

## Память
- Чабанская герлыга Коломейцева побывала во многих красных уголках и сейчас находится в районном краеведческом музее.
- В. З. Коломейцев стал главным героем документального фильма «День за днём».
- Его именем названа аллея в селе Заветное и улица в хуторе Шебалин.